# North Mississippi Tornadoes
I North Mississippi Tornadoes sono stati una franchigia di pallacanestro della WBA, con sede a Southaven, nel Mississippi, attivi nel 2006.
Terminarono la stagione 2006 con un record di 10-11. Nei play-off persero i quarti di finale con i Cartersville Warriors.

## Stagioni
| Stagione | Lega | Denominazione               | V  | P  | %    | Piazzamento | Play-off         |
| -------- | ---- | --------------------------- | -- | -- | ---- | ----------- | ---------------- |
| 2006     | WBA  | North Mississippi Tornadoes | 10 | 11 | 47,6 | 4º          | Quarti di finale |